# Zondveldse molen
De Zondveldse molen (ook wel bekend als Molen van Karel van Eerd) was een windkorenmolen in het Noord-Brabantse Zijtaart. 

## Geschiedenis
Op 19 maart 1909 vroeg Carolus Cornelius van Eerdt toestemming om een molen te bouwen in de buurtschap Zondveld, onderdeel van Zijtaart. De toestemming werd verleend en de molen moest vóór september 1909 in werking zijn. Waarschijnlijk is het een tweedehands molen geweest, die eerder in Noord-Nederland heeft gestaan.
De roedes werden geleverd door de firma Franssen uit Vierlingsbeek.
Tussen 1937 en 1946 werd de molen onttakeld. Op een luchtfoto uit 1944 is te zien dat de molen toen nog slechts één roede bezat. De restanten van de molen werden in 1948 gesloopt.